# Jacarra Winchester
Pour les articles homonymes, voir Winchester.
Jacarra Gwenisha Winchester est une lutteuse libre américaine née le 19 octobre 1992.

## Carrière
En 2019, elle est sacrée championne mondiale lors des championnats du monde en moins de 55 kg à Noursoultan, au Kazakhstan. Elle se qualifie pour les Jeux olympiques d'été de 2020. Elle y termine en 5e position lors du match pour la médaille de bronze face à Vanesa Kaladzinskaya.
Elle remporte la médaille d'argent dans la catégorie des moins de 55 kg aux Championnats panaméricains de lutte 2022 à Acapulco, perdant en finale contre la Canadienne Karla Godinez.

## Palmarès

### Championnats du monde
- Médaille d'or en catégorie des moins de 55 kg aux Championnats du monde de lutte 2019 à Noursoultan

### Championnats panaméricains
- Médaille d'or en catégorie des moins de 55 kg aux Championnats panaméricains de lutte 2021 à Guatemala
- Médaille d'argent en catégorie des moins de 55 kg aux Championnats panaméricains de lutte 2022 à Acapulco
- Médaille de bronze en catégorie des moins de 57 kg aux Championnats panaméricains de lutte 2019 à Buenos Aires